# László Paskai
László Paskai (Szeged, 8 de mayo de 1927 - Esztergom, 17 de agosto de 2015) fue un cardenal húngaro de la Iglesia católica, se desempeñó como arzobispo de Esztergom-Budapest de 1987 a 2002.
El 5 de abril de 1982, Juan Pablo II lo elevó como obispo coadjutor de Kalocsa. Luego fue nombrado arzobispo de Esztergom y primado de Hungría desde el 3 de mayo de 1987.
El Papa Juan Pablo II lo elevó a la dignidad de cardenal en el consistorio del 28 de junio de 1988. De 1986 a 1990 también fue presidente de la Conferencia Episcopal Húngara.
Fue uno de los cardenales electores que participaron en el Cónclave de 2005 donde fue elegido Benedicto XVI. El 8 de mayo de 2007 se convirtió en cardenal no elector, por sus 80 años de edad.
El 17 de agosto de 2015 falleció a la edad de 88 años en la ciudad de Esztergom tras una larga batalla contra el cáncer. Su cuerpo fue enterrado en la cripta de la Catedral de San Adalberto (Esztergom).